# V-u-den
v-u-den (美勇伝 Biyūden?) (también se romaniza Biyuuden, Viyuden, o Biyuden) fue un grupo de J-pop incluido en el Hello! Project. El grupo se formó en agosto de 2004. El nombre significa: belleza (美 bi?), bravura (勇 yū?), y leyenda (伝 den?). 
El 26 de enero de 2008 se anunció que v-u-den sería disuelto el 29 de junio de 2008, tras finalizar la gira de conciertos veraniega.

## Miembros

### Primera Generación (2004-2008)
- Rika Ishikawa (Líder)
- Erika Miyoshi
- Yui Okada

### Segunda Generación / Zoku･v-u-den (2009-)
- Sayumi Michishige (道重さゆみ, líder)
- Junjun (ジュンジュン)
- Risako Sugaya (菅谷梨沙子)

## Discografía

### Álbumes
| # | Título                                                                          | Fecha de lanzamiento |  |
| - | ------------------------------------------------------------------------------- | -------------------- |  |
| 1 | Suiteroom Number 1 (スイートルームナンバー1?)                                   | 26-10-2005           |  |
| 2 | v-u-den Single Best 9 Vol.1 Omaketsuki (美勇伝シングルベスト9 Vol.1おまけつき?) | 21-11-2007           |  |

### Sencillos
| #  | Título                                                                                           | Fecha de lanzamiento | Información adicional                            |
| -- | ------------------------------------------------------------------------------------------------ | -------------------- | ------------------------------------------------ |
| 1  | Koi no Nukegara (恋のヌケガラ Cast-Off Love?)                                                    | 2004-09-23           |                                                  |
| 2  | Kacchoiize! Japan (カッチョイイゼ! Japan Very Cool! Japan?)                                      | 2005-05-02           | canción de la campaña "Visit Japan"              |
| 3  | Ajisai Ai Ai Monogatari (紫陽花アイ愛物語 Hydrangea Ai Love Story?)                              | 2005-05-25           | canción de Opening del anime "Patalliro Saiyuki" |
| 4  | Hitorijime (ひとりじめ All By Myself?)                                                           | 2005-08-10           |                                                  |
| 5  | Kurenai no Kisetsu (クレナイの季節 Crimson Season?)                                              | 2005-10-05           |                                                  |
| 6  | Issai Gassai Anata ni Ageru (一切合切あなたに𝄞あ・げ・る♪ I'll Give Any and Every Thing to You?) | 2006-05-10           |                                                  |
| 7  | Aisu Cream to My Pudding (愛すクリ～ムとMyプリン Love Cream and My Pudding *?)                   | 2006-11-22           |                                                  |
| 8  | Koisuru Angel Heart (恋する♡エンジェル♡ハート Falling in Love With Angel Heart ?)                | 2007-05-23           |                                                  |
| 9  | Jaja Uma Paradise (じゃじゃ馬パラダイス?)                                                        | 2007-09-26           |                                                  |
| 10 | Nani mo Iwazu ni I LOVE YOU (なんにも言わずに Ｉ ＬＯＶＥ ＹＯＵ?)                               | 2008-4-23            |                                                  |

### DVD
| Título                                                                             | Fecha de lanzamiento |
| ---------------------------------------------------------------------------------- | -------------------- |
| sencillo V Koi no Nukegara (シングルV・恋のヌケガラ?)                              | 2004-10-06           |
| sencillo V Kacchoiize! Japan (シングルV・カッチョイイゼ! Japan?)                   | 2005-03-09           |
| sencillo V Ajisai Ai Ai Monogatari (シングルV・紫陽花アイ愛物語?)                  | 2005-06-08           |
| v-u-den First Concert Tour 2005 Haru ~v-u-densetsu~                                | 2005-06-08           |
| sencillo V Hitorijime (シングルV・ひとりじめ?)                                     | 2005-08-24           |
| sencillo V Kurenai no Kisetsu (シングルV・クレナイの季節?)                         | 2005-10-13           |
| v-u-den Concert Tour 2005 Aki v-u-densetsu II ~Kurenai no Kisetsu~                 | 2006-02-15           |
| sencillo V Issai Gassai Anata ni Ageru (シングルV・一切合切 あなたに∮あ・げ・る♪?) | 2006-05-24           |
| sencillo V Aisu Cream to My Purin (シングルV・愛すクリ〜ムとＭｙプリン?)           | 2006-12-06           |
| v-u-den Live Tour 2006 Aki v-u-densetsu III ~Aisu Cream to My Purin~               | 2007-03-07           |
| sencillo V Koisuru Angel Heart (シングルV・恋する♡エンジェル♡ハート?)              | 2007-05-30           |
| v-u-den Concert Tour 2007 Hatsu Natsu v-u-densetsu IV ~Usagi to Tenshi~            | 2007-08-08           |

### Libros
- 04-03-2005 – "hello x 2 Miyoshi Erika & Okada Yui Shashinshou from v-u-den" (「hello!×2　三好絵梨香&岡田唯写真集 from美勇伝」?)
- 29-07-2005 – v-u-densetsu - v-u-den First Concert Tour 2005 Spring (美勇伝説―美勇伝ファーストコンサートツアー2005春?)
- 12-01-2006 – v-u-den - fleur de fleur (美勇伝写真集「fleur de fleur」?)

## Apariciones

### Televisión
- 4 de octubre de 2004 - 24 de diciembre de 2004 – Majokko Rikachan no Magical v-u-den

### Radio
- 3 de abril de 2004 - presentación – B.B.L.
- 4 de febrero de 2005 - 18 de marzo de 2005 – Haro Poro Yanen

### Internet
- 26 de mayo de 2005 – 11th Haro Pro Video Chat

### Conciertos
- Aichi Kyouhaku Partnership Jigyou Event – Hello Project 2005 All Stars Dairanbu ~A Happy New Power Iida Kaori Sotsugou Special~ – 29 de enero de 2005 - 30 de enero de 2005
- Aichi Kyouhaku Partnership Jigyou Event – v-u-den FIRST CONCERT TOUR 2005 Haru ~v-u-den Densetsu~ – 28 de mayo de 2005 - 29 de mayo de 2005
- Aichi Kyouhaku Partnership Jigyou Event – Hello Project 2005 Natsu no Kayou Show -'05 Selection! Collection- – 10, 16, 23 y 24 de julio de 2005
- v-u-den Concert Tour 2005 Aki Biyudensetsu II Kurenai no Kisetsu - 25 de febrero de 2006
- v-u-den Concert Tour 2006 Aki Biyudensetsu III Aisu Kuriimu to My Purin - 7 de marzo de 2007
- v-u-den Concert Tour 2007 Shoka Natsu Biyudensetsu IV Usagi to Tenshi - 14 de julio de 2007

### Eventos
- Sencillo de debut "Koi no Nukegara" Hatsubai Kiren (Dios entre los Mortales) Special Event (デビューシングル「恋のヌケガラ」発売記念スペシャルイベント?) – 24 de octubre de 2004
- "Visit Japan Campaign" evento inaugural (「ビジット・ジャパン・キャンペーン」オープニングイベント?) – febrero de 2005
- Miyoshi Erika & Okada Yui Shashinshou & Biyuuden (三好絵梨香＆岡田唯 写真集発売＆握手会?) – 24 de marzo de 2005
- Tercer sencillo "Ajisai Ai Ai Monogatari" Hatsubai Kiren Event (3rdシングル「紫陽花アイ愛物語」発売記念イベント?) – 3 de junio de 2005